# Tenuidactylus elongatus
Cyrtopodion elongatum là một loài thằn lằn trong họ Gekkonidae. Loài này được Blanford mô tả khoa học đầu tiên năm 1875.